# NGC 5497
NGC 5497 este o galaxie situată în constelația Boarul. A fost descoperită în 11 mai 1882 de către Édouard Stephan⁠(d).